# Chan Sung Jung
Jung Chan-sung (koreansk: 정찬성 ; født 17. marts 1987 i Pohang i Sydkorea, koreansk navn: Chan Sung Jung) er en sydkoreansk MMA-udøver og kickboxer, der i øjeblikket konkurrerer i UFC's mandlige featherweight-division. Jung har været professionel kæmper siden 2007 og har også tidligere konkurreret i WEC, Pancrase, World Victory Road og DEEP. Hans kaldenavn, "The Korean Zombie" kommer fra hans zombie-lignende evne til at fortsætte med at bevæge sig fremad og kæmpe aggressivt, selv efter at have taget kraftige slag. Pr. 16. december 2019 er han nr. 6 på UFC's featherweight-rangliste.

## Ultimate Fighting Championship
Jung forventedes at møde Rani Yahya den 22. januar 2011 på UFC Fight Night 23.  Jung blev imidlertid tvunget til at trække sig fra programmet på grund af en skade. 
Jung mødte Dustin Poirier den maj 15, 2012, ved UFC on Fuel TV: koreansk Zombie vs Poirier. Jung besejrede Poirier via submission i fjerde runde. Præstationen tildelte Jung Submission of the Night-bonussen, og begge kæmpere blev tildelte Fight of the Night-bonussen. Kampen blev hædret som Fight of the Year og Submission of the Year med flere publikationer ved afslutningen af 2012.
Jung annoncerede i midten af oktober 2014 sin hensigt om at gøre obligatorisk værnepligt i sit hjemland Sydkorea. Da Jung ikke udtalte sig om fremtiden på sin afslutning, oplyste hans manager at han ville vende tilbage til MMA i slutningen af de kommende 2 år.
Jung var planlagt til at møde Brian Ortega den 21. december, 2019 på UFC på ESPN+ 23. Men Ortega, træk sig fra kampen i begyndelsen af december på grund af en knæskade, og han blev erstattet af Frankie Edgar. Jung vandt kampen via TKO i første runde. Sejren tildelte også Jung Porformance of the Night- bonusprisen.

## Mesterskaber og præstationer
- Ultimate Fighting Championship
  - Submission of the Night (To gange) vs. Leonard Garcia og Dustin Poirier
  - Knockout of the Night (One time) vs. Mark Hominick
  - Fight of the Night (To gange) vs. Dustin Poirier og Yair Rodríguez [13]
  - Night of Performance (Tre gange) vs. Dennis Bermudez, Renato Moicano, and Frankie Edgar [14] [12] [12]
  - Fleste bonusser i UFC Featherweight-divisionens historie [15]

- World Extreme Cagefighting
  - Fight of the Night (1 gang) vs. Leonard Garcia

- KoreaFC
  - Korea FC 65 kg Tournament Winner

- Pancrase
  - Pancrase Korea Neo-Blood Lightweight Tournament Vinder
- Wrestling Observer Newsletter
  - 2010 Fight of the Year vs. Leonard Garcia on April 24
  - 2012 Fight of the Year vs. Dustin Poirier on May 15

- World MMA Awards
  - 2011 Submission of the Year vs. Leonard Garcia den 26. marts

- MMAFighting.com
  - 2012 Fight of the Year vs. Dustin Poirier den 15. maj

- ESPN MMA Awards
  - Fight of the Year (2012) vs. Dustin Poirier den 15. maj

- Bleacher Report
  - Fight of the Year (2012) vs. Dustin Poirier den 15. maj

- Sherdog
  - 2012 Fight of the Year vs. Dustin Poirier den 15. maj
  - 2011 All-Violence First Team

## Privatliv
Jung har to døtre. Jung annoncerede på sociale medier, at han forventer sit tredje barn med sin kone.